# ACTA1
ACTA1 (англ. Actin, alpha 1, skeletal muscle) – білок, який кодується однойменним геном, розташованим у людей на короткому плечі 1-ї хромосоми.  Довжина поліпептидного ланцюга білка становить 377 амінокислот, а молекулярна маса — 42 051.
| 10         |  | 20         |  | 30         |  | 40         |  | 50         |
| ---------- |  | ---------- |  | ---------- |  | ---------- |  | ---------- |
| MCDEDETTAL |  | VCDNGSGLVK |  | AGFAGDDAPR |  | AVFPSIVGRP |  | RHQGVMVGMG |
| QKDSYVGDEA |  | QSKRGILTLK |  | YPIEHGIITN |  | WDDMEKIWHH |  | TFYNELRVAP |
| EEHPTLLTEA |  | PLNPKANREK |  | MTQIMFETFN |  | VPAMYVAIQA |  | VLSLYASGRT |
| TGIVLDSGDG |  | VTHNVPIYEG |  | YALPHAIMRL |  | DLAGRDLTDY |  | LMKILTERGY |
| SFVTTAEREI |  | VRDIKEKLCY |  | VALDFENEMA |  | TAASSSSLEK |  | SYELPDGQVI |
| TIGNERFRCP |  | ETLFQPSFIG |  | MESAGIHETT |  | YNSIMKCDID |  | IRKDLYANNV |
| MSGGTTMYPG |  | IADRMQKEIT |  | ALAPSTMKIK |  | IIAPPERKYS |  | VWIGGSILAS |
| LSTFQQMWIT |  | KQEYDEAGPS |  | IVHRKCF    |  |            |  |            |

A: Аланін

C: Цистеїн

D: Аспарагінова кислота

E: Глутамінова кислота

F: Фенілаланін

G: Гліцин

H: Гістидин

I: Ізолейцин

K: Лізин

L: Лейцин

M: Метіонін

N: Аспарагін

P: Пролін

Q: Глутамін

R: Аргінін

S: Серин

T: Треонін

V: Валін

W: Триптофан

Кодований геном білок за функцією належить до м'язових білків. 
Білок має сайт для зв'язування з АТФ, нуклеотидами. 
Локалізований у цитоплазмі, цитоскелеті.